# 兵庫大賞典
兵庫大賞典（ひょうごだいしょうてん）は兵庫県競馬組合が施行する地方競馬の重賞競走である。

## 概要
1964年に創設され、長らく2300m（1999年のみ2400m）で施行されていたが、2000年に1870mに短縮された。2007年からは2400mでの開催となったが、2010年から2023年までは再び1870mで行われていた。2013年はナイター競走で行われた。ちなみに2013年の園田金曜ナイターの重賞競走は当競走と摂津盃のみであった。2024年から1400mで施行されている。
1999年のサラブレッドの導入に伴い、2002年からは施行条件がサラブレッドとアラブの混合レースに、2005年からはサラブレッド4歳以上となっている。斤量は4,5歳牡馬56kg、牝馬54kg、6歳以上はそれぞれマイナス1kgの馬齢重量だったが、2010年からは定量となり56kg、牝馬54kgだったが、2025年に57kg、牝馬55kgに変更された
サラブレッドとの混合戦になった2002年は、2頭のみの出走だったアラブが1,4着。特に当時7歳だったサンバコールは、向こう正面から一気に先頭に取り付くとそのままロードバクシンの追撃を振り切った。2003年も同じようなレースで3着と意地を見せている。園田金盃でサラブレッドを一蹴したワシュウジョージと同様、全盛期のアラブはサラブレッドを凌駕する力を持っていたことを示すと同時に、当時園田に入厩するサラブレッドはアラブ馬に及ばない2軍の寄せ集めと揶揄される所以にもなっていた。
2006年にはロードバクシンがインターロッキー以来2頭目となる連覇を達成した。
2024年現在、HITスタリオンシリーズに指定されている。
2020年からは古馬重賞Iでは2番目となる1着賞金額2000万円となる。

### 条件・賞金等（2025年）
出走条件
サラブレッド系4歳以上、兵庫所属
負担重量
定量(牡馬・騸馬57kg、牝馬55kg)
賞金等
賞金額は1着2000万円、2着800万円、3着500万円、4着300万円、5着200万円、着外馬参加報償金は12万円。

## 賞金の変遷（2002年以降）
| 開催回    | 総額賞金  | 1着賞金  | 2着賞金   | 3着賞金 | 4着賞金 | 5着賞金  |
| --------- | --------- | -------- | --------- | ------- | ------- | -------- |
| 第38回    | 1,485万円 | 900万円  | 288万円   | 144万円 | 90万円  | 63万円   |
| 第39-40回 | 1,280万円 | 800万円  | 240万円   | 120万円 | 72万円  | 48万円   |
| 第41回    | 900万円   | 600万円  | 150万円   | 72万円  | 48万円  | 30万円   |
| 第42-43回 | 825万円   | 550万円  | 137.5万円 | 66万円  | 44万円  | 27.5万円 |
| 第44回    | 770万円   | 550万円  | 110万円   | 55万円  | 33万円  | 22万円   |
| 第45回    | 700万円   | 500万円  | 100万円   | 50万円  | 30万円  | 20万円   |
| 第46回    | 840万円   | 600万円  | 120万円   | 60万円  | 36万円  | 24万円   |
| 第47-50回 | 700万円   | 500万円  | 100万円   | 50万円  | 30万円  | 20万円   |
| 第51回    | 750万円   | 500万円  | 125万円   | 60万円  | 40万円  | 25万円   |
| 第52回    | 900万円   | 600万円  | 144万円   | 72万円  | 48万円  | 36万円   |
| 第53回    | 1050万円  | 700万円  | 168万円   | 84万円  | 56万円  | 42万円   |
| 第54回    | 1280万円  | 800万円  | 224万円   | 112万円 | 80万円  | 64万円   |
| 第55回    | 1600万円  | 1000万円 | 280万円   | 140万円 | 100万円 | 80万円   |
| 第56回    | 3200万円  | 2000万円 | 560万円   | 280万円 | 200万円 | 160万円  |
| 第57-59回 | 3800万円  | 2000万円 | 800万円   | 500万円 | 300万円 | 200万円  |

## 歴代優勝馬（2002年以降）
| 回数   | 施行日       | 距離  | 優勝馬             | 性齢 | 所属 | 馬場 状態 | タイム | 優勝騎手 | 管理調教師 | 馬主                           |
| ------ | ------------ | ----- | ------------------ | ---- | ---- | --------- | ------ | -------- | ---------- | ------------------------------ |
| 第38回 | 2002年5月6日 | 1870m | サンバコール       | 牡7  | 西脇 | 良        | 2:01.1 | 田中学   | 西村守幸   | 藤井芳子                       |
| 第39回 | 2003年5月5日 | 1870m | ホクザンフィールド | 牡4  | 園田 | 良        | 2:01.9 | 平松徳彦 | 橋本忠男   | 木本弘孝                       |
| 第40回 | 2004年5月5日 | 1870m | マタカッタ         | 牡4  | 西脇 | 重        | 1:58.7 | 有馬澄男 | 田中道夫   | 松岡幸男                       |
| 第41回 | 2005年5月5日 | 1870m | ロードバクシン     | 牡7  | 園田 | 良        | 2:01.3 | 岩田康誠 | 曾和直榮   | 中村和夫                       |
| 第42回 | 2006年5月5日 | 1870m | ロードバクシン     | 牡8  | 園田 | 良        | 2:02.1 | 川原正一 | 曾和直榮   | 中村和夫                       |
| 第43回 | 2007年5月3日 | 2400m | チャンストウライ   | 牡4  | 西脇 | 良        | 2:43.4 | 下原理   | 寺嶋正勝   | 組）ジェントルマンホースクラブ |
| 第44回 | 2008年5月5日 | 2400m | アルドラゴン       | 牡7  | 園田 | 良        | 2:40.5 | 木村健   | 田中範雄   | （有）エーティー               |
| 第45回 | 2009年5月5日 | 2400m | チャンストウライ   | 牡6  | 西脇 | 良        | 2:40.0 | 下原理   | 寺嶋正勝   | 組）ジェントルマンホースクラブ |
| 第46回 | 2010年5月6日 | 1870m | アルドラゴン       | 牡9  | 園田 | 良        | 2:01.5 | 木村健   | 田中範雄   | （有）エーティー               |
| 第47回 | 2011年5月5日 | 1870m | レッドゾーン       | 牡7  | 西脇 | 良        | 2:01.4 | 松浦政宏 | 野田学     | 村上憲政                       |
| 第48回 | 2012年5月4日 | 1870m | オオエライジン     | 牡4  | 園田 | 稍重      | 2:01.9 | 木村健   | 橋本忠男   | 川根幸晴                       |
| 第49回 | 2013年5月3日 | 1870m | エリモアラルマ     | 牡7  | 西脇 | 良        | 2:00.2 | 下原理   | 盛本信春   | 吉田年實                       |
| 第50回 | 2014年5月5日 | 1870m | オオエライジン     | 牡6  | 西脇 | 稍重      | 2:00.8 | 下原理   | 寺嶋正勝   | 川根幸晴                       |
| 第51回 | 2015年5月5日 | 1870m | タガノジンガロ     | 牡8  | 園田 | 良        | 2:01.6 | 木村健   | 新子雅司   | 八木秀之                       |
| 第52回 | 2016年5月5日 | 1870m | エーシンクリアー   | 牡6  | 西脇 | 良        | 2:03.5 | 田中学   | 橋本忠明   | 平井克彦                       |
| 第53回 | 2017年5月5日 | 1870m | サウスウインド     | セ6  | 西脇 | 良        | 2:01.7 | 赤岡修次 | 山口浩幸   | 山上和良                       |
| 第54回 | 2018年5月4日 | 1870m | マイタイザン       | 牡5  | 園田 | 良        | 2:02.3 | 杉浦健太 | 新井隆太   | 平野正行                       |
| 第55回 | 2019年5月3日 | 1870m | エイシンニシパ     | 牡6  | 西脇 | 稍重      | 1:59.5 | 吉村智洋 | 橋本忠明   | 平井宏承                       |
| 第56回 | 2020年5月5日 | 1870m | タガノゴールド     | 牡9  | 園田 | 良        | 2:02.6 | 下原理   | 新子雅司   | 八木秀之                       |
| 第57回 | 2021年5月5日 | 1870m | ジンギ             | 牡5  | 西脇 | 不良      | 2:03.3 | 田中学   | 橋本忠明   | （株）ラ・メール               |
| 第58回 | 2022年5月5日 | 1870m | ジンギ             | 牡6  | 西脇 | 良        | 2:01.8 | 田中学   | 橋本忠明   | （株）ラ・メール               |
| 第59回 | 2023年5月4日 | 1870m | ラッキードリーム   | 牡5  | 園田 | 良        | 2:03.4 | 下原理   | 新子雅司   | 野田善己                       |
| 第60回 | 2024年5月2日 | 1400m | タイガーインディ   | 牡7  | 園田 | 稍重      | 1:28.7 | 廣瀬航   | 保利良平   | 伊藤和夫                       |
| 第61回 | 2025年5月5日 | 1400m | イグナイター       | 牡7  | 園田 | 良        | 1:29.2 | 笹川翼   | 新子雅司   | 野田善己                       |

### 各回競走結果の出典
- 兵庫大賞典　歴代優勝馬 - 地方競馬全国協会
- JBISサーチ
  - 2002年，2003年，2004年，2005年，2006年，2007年，2008年，2009年，2010年，2011年，2012年，2013年，2014年，2015年，2016年，2017年，2018年，2019年，2020年，2021年，2022年，2023年，2024年